# Juan Manuel Santos
Pour les articles homonymes, voir Santos.
Juan Manuel Santos Calderón, né le 10 août 1951 à Bogota, est un homme d'État colombien, président de la République de 2010 à 2018.
Il est plusieurs fois ministre à partir de 1991, détenant notamment le portefeuille de la Défense nationale de 2006 à 2009, sous la présidence d'Álvaro Uribe.
Membre du Parti de la U, mouvement de droite soutenant Álvaro Uribe, il est élu président de la République en 2010 et réélu en 2014. Il rompt progressivement avec la droite uribiste et obtient le prix Nobel de la paix en 2016 pour son action en faveur du processus de paix avec la guérilla des FARC. Iván Duque, un proche d'Uribe, lui succède à la présidence.

## Famille et jeunesse
Juan Manuel Santos est le troisième des quatre enfants de Clemencia Calderón et Enrique Santos Castillo, est issu de l'une des familles les plus influentes de l'élite colombienne. Son grand-oncle, Eduardo Santos, fondateur du journal El Tiempo (dont la famille est toujours propriétaire), a été président de la République de 1938 à 1942. Son père, Enrique Santos Castillo (1917-2001), a été rédacteur en chef puis éditeur du journal familial pendant 56 ans, ne le quittant que trois mois avant sa mort. Il est également le cousin de Francisco Santos Calderón, vice-président de Colombie de 2002 à 2010, puis ambassadeur à Washington.

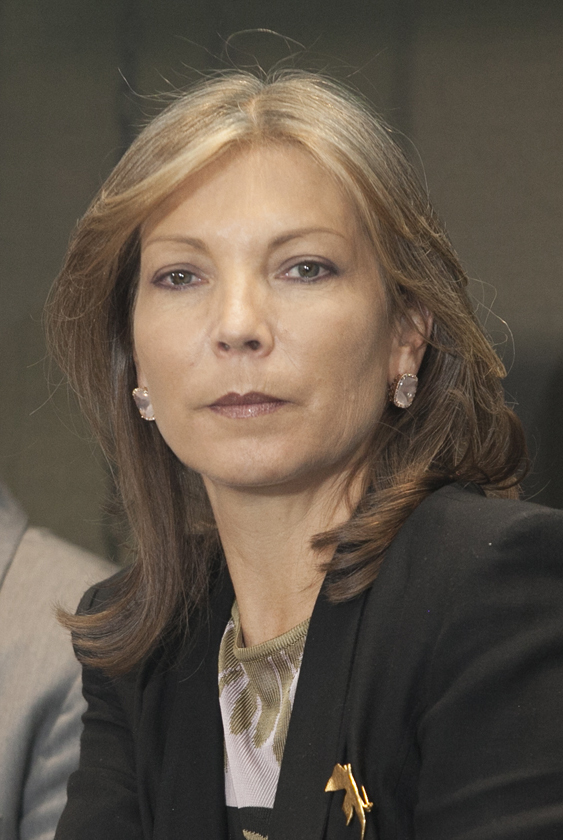
Son épouse, María Clemencia Rodríguez (2014).

Juan Manuel Santos passe la majeure partie de son enfance à Bogota.
Diplômé d'économie et d'administration d'entreprises à l'université du Kansas, il étudie ensuite à la Fletcher School of Law and Diplomacy, la London School of Economics et à l'université Harvard.

## Carrière professionnelle
Juan Manuel Santos est nommé à 24 ans représentant de la Colombie à l'Organisation internationale du café, un poste qu'il conserve pendant sept ans tout en poursuivant des études à la London School of Economics. À son retour en Colombie, en 1983, il est nommé sous-directeur d'El Tiempo.

## Parcours politique

### Ascension
Il entre en politique comme ministre du Commerce extérieur du président libéral César Gaviria, dont il est élu désigné présidentiel en 1993. De 1995 à 1997, il fait partie du triumvirat qui dirige le Parti libéral colombien. En 1997, il contacte les Autodéfenses unies de Colombie, en la personne de leur leader Carlos Castaño, selon lui dans l'optique de préparer un plan de paix, mais selon ses détracteurs en vue de conspirer contre le président Ernesto Samper. Pénalisé par cette zone trouble, Santos n'obtient qu'un poste mineur dans le gouvernement d'Andrés Pastrana Arango, et prend du recul par rapport à la vie politique, se consacrant à l'écriture de chroniques dans El Tiempo ainsi qu'à celle de son livre La tercera vía, de tendance blairiste. Santos parvient toutefois, dans la deuxième partie du mandat de Pastrana, à s'imposer de nouveau à un poste important du gouvernement (ministre des Finances et du Crédit public). Lors du coup d’État de 2002 au Venezuela, il déclare que le président putschiste Pedro Carmona serait sans doute un « interlocuteur idéal en termes commerciaux et économiques ».
En 2004, Santos quitte le Parti libéral, au sein duquel il avait commencé sa carrière politique, et annonce son ralliement à Álvaro Uribe. Il cofonde, en 2005, le Parti social d'unité nationale (« Parti de la U »), qui a pour but de regrouper les partisans de ce dernier.

### Ministre de la Défense nationale

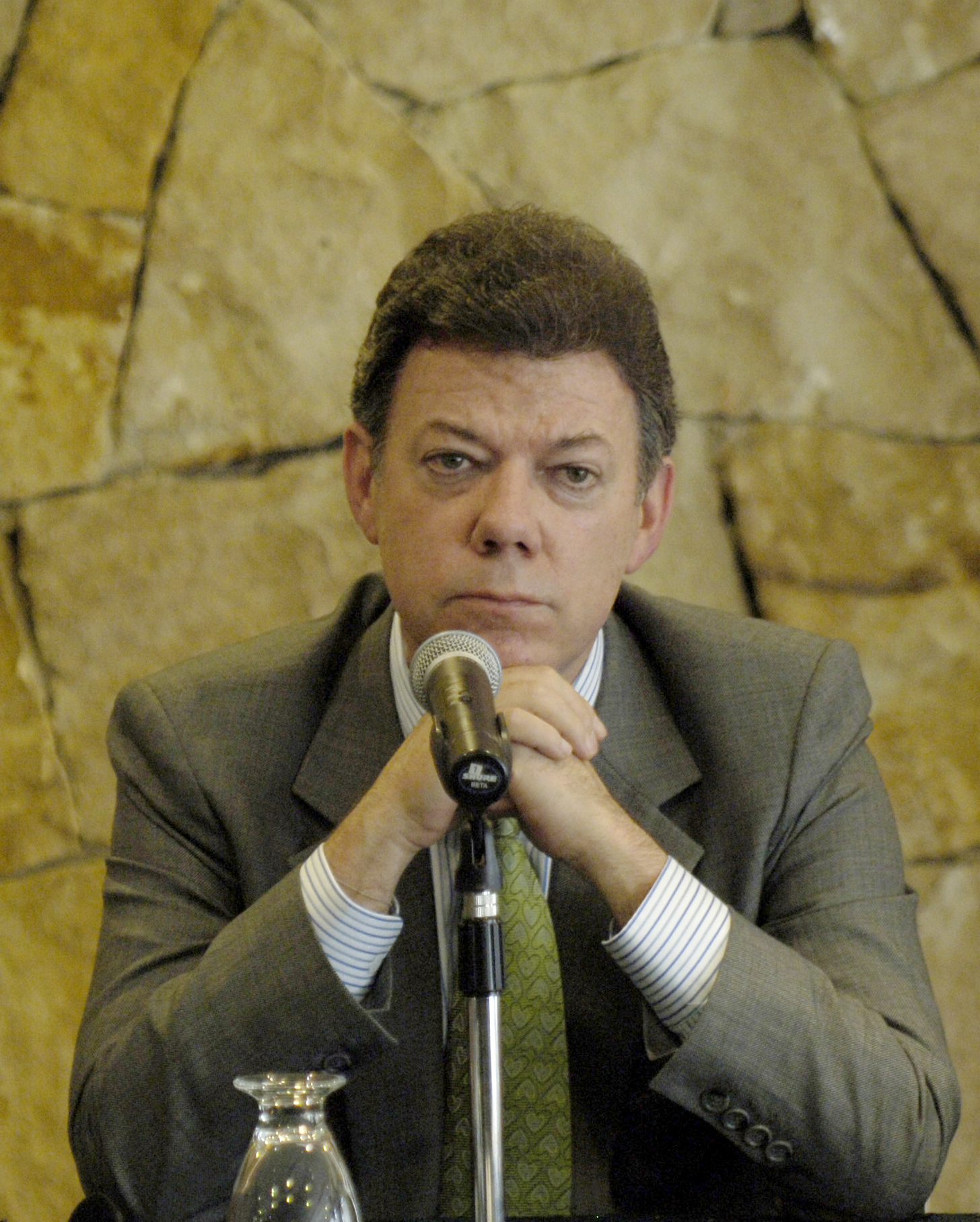
Juan Manuel Santos, ministre de la Défense de 2006 à 2009.

Ministre de la Défense nationale de juillet 2006 à mai 2009, Juan Manuel Santos développe dans le cadre de la politique de « sécurité démocratique » du président Uribe une politique énergique de lutte contre la guérilla, en particulier les Forces armées révolutionnaires de Colombie (FARC), couronnée de succès tels que l'opération Jaque ou la mort de l'important cadre des FARC Iván Ríos, parfois plus controversée comme l'opération Phénix (bombardement en Équateur d'un camp des FARC, au cours duquel Raúl Reyes trouve la mort). À la suite de cette dernière opération, qui déclenche une crise diplomatique entre la Colombie, l'Équateur et le Venezuela, un mandat d'arrêt international est lancé contre Santos par un juge équatorien.
Son passage au ministère de la Défense est également terni par le scandale dit des « faux positifs » (exécutions de civils que l'armée fait passer pour des guérilleros tués au combat). Le scandale éclate en 2008 avec l'identification de 19 jeunes dont les disparitions avaient été signalées par les familles à Soacha (dans la banlieue de Bogota) que l’armée présentait comme des guérilleros abattus. La médiatisation soudaine de cette politique secrète de l'armée colombienne entraine une multiplication des témoignages et des enquêtes judiciaires conduit à identifier plus de 4 300 civils exécutés. Toutefois, probablement couvertes par la hiérarchie militaire et les responsables politiques, ces pratiques sont restées globalement impunies (le taux d’impunité pour les soldats criminels de guerre s’élèverait à 98,5 % selon l'ONU).

### Élection présidentielle de 2010

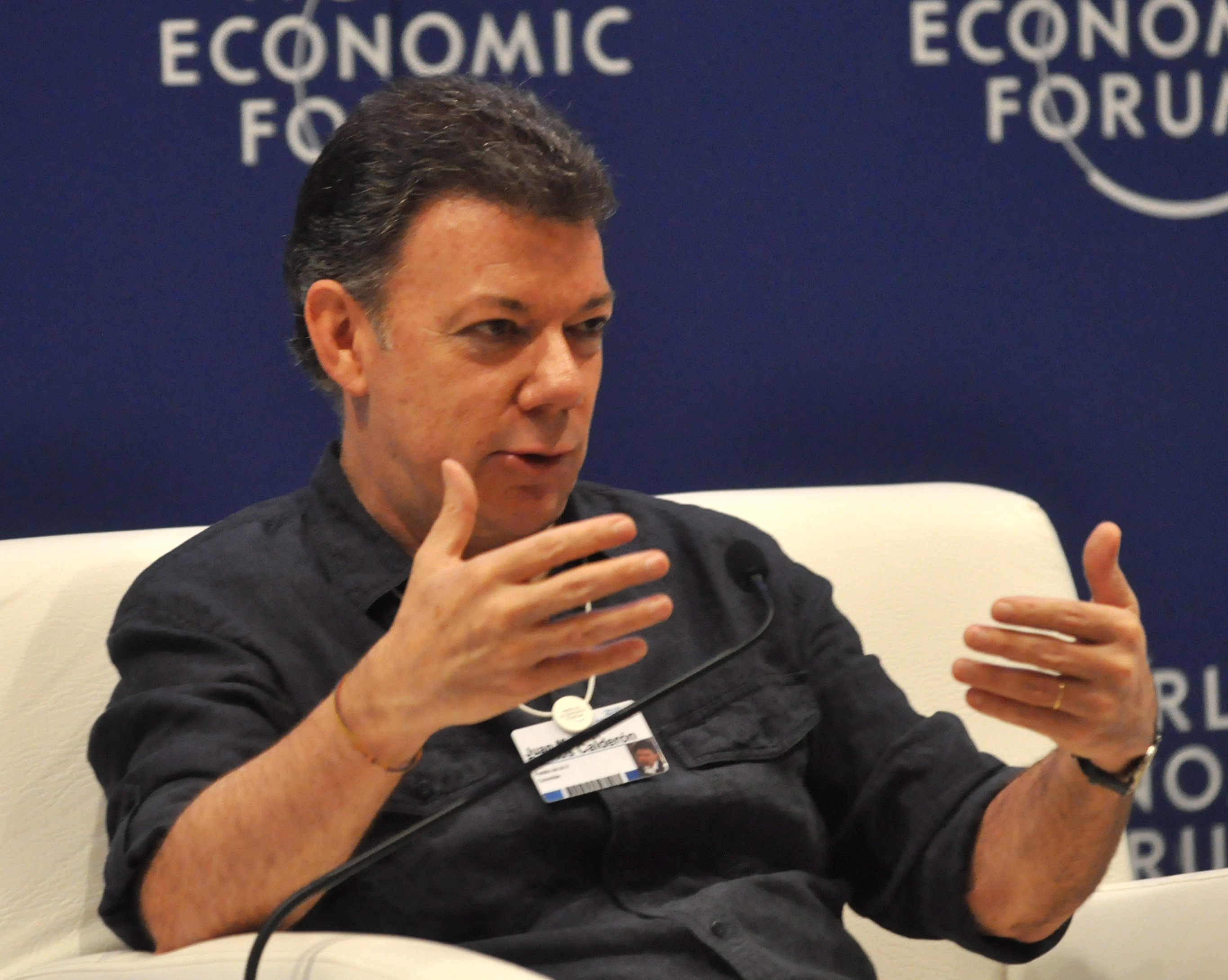
Juan Manuel Santos en 2010.

Le 15 décembre 2009, après son départ du ministère de la Défense, il devient « directeur unique » du Parti social d'unité nationale (« Parti de la U »). Álvaro Uribe arrivant à la fin de son second mandat et ne pouvant se représenter malgré une popularité record (plus de 70 % d'opinions favorables), Juan Manuel Santos est choisi pour porter les couleurs du Parti de la U à l'élection présidentielle de 2010.
Juan Manuel Santos se pose comme le continuateur de la politique de « sécurité démocratique » du président sortant,. Il arrive en tête du premier tour avec 46,7 % des suffrages, devant le candidat du Parti vert, Antanas Mockus (21,5 %), majoritairement soutenu sur les réseaux sociaux,. Dans l'entre-deux-tours, Germán Vargas Lleras (Changement radical, 10,1 %), Noemí Sanín (Parti conservateur, 6,1 %) et plusieurs élus du Parti libéral apportent leur soutien à Santos.
Le 20 juin 2010, il est élu président de la république de Colombie avec 69,1 % (9 millions de voix), contre 27,5 % (3,6 millions de voix) à Antanas Mockus. Au soir de sa victoire, il promet l'anéantissement des FARC et exige que celles-ci libèrent tous leurs otages.

### Président de la République

#### Investiture
Le 7 août 2010, Juan Manuel Santos prête serment, devenant ainsi le 59e président de la république de Colombie. La cérémonie d'investiture se tient sur la place Bolívar de Bogota, en présence de 3 000 invités, dont le président sortant, Álvaro Uribe, et 16 chefs d'État et de gouvernement,. Dans son discours, il promet notamment de continuer la lutte contre les groupes armés illégaux tout en s'affirmant ouvert au dialogue si ceux-ci renoncent à leurs activités, et formule le vœu de « reconstruire les relations » avec le Venezuela et l'Équateur voisins.
Selon le Pôle démocratique alternatif, parti d'opposition de gauche, une cinquantaine d'opposants politiques auraient été assassinés dans les trois mois suivant son investiture.

#### Politique intérieure

##### Rupture avec la droite uribiste

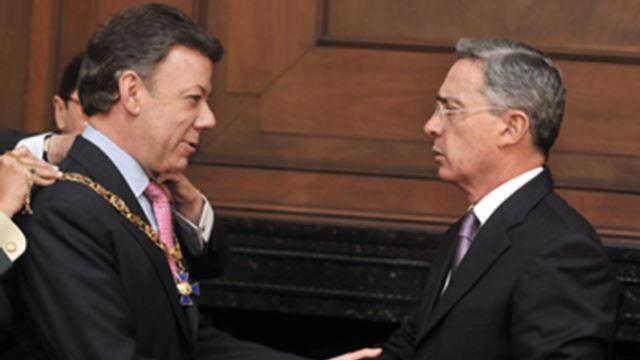
Juan Manuel Santos avec Álvaro Uribe, lors de sa prise de fonction en 2010.

Dès son arrivée à la tête du pays, bien qu’il ait rendu hommage à son prédécesseur dans son discours d’investiture, Juan Manuel Santos est régulièrement critiqué par l'aile la plus conservatrice de la classe politique colombienne, notamment par Álvaro Uribe lui-même. Le 14 avril 2011, Juan Manuel Santos, qui mène une politique considérée comme moins « droitière » que celle d'Uribe, dénonce « ceux qui se permettent en tant qu'ancien président, d'émettre des critiques sur le travail de leurs successeurs ». Les médias colombiens soulignent que cette rupture pourrait conduire à un affrontement entre les deux hommes lors de l'élection présidentielle de 2014.
Son gouvernement démantèle peu à peu les réseaux de corruption, qui s'étaient multipliés durant la présidence d'Uribe, dans les secteurs de la santé, de l'éducation, de la collecte d'impôts. Il demande pardon aux victimes des paramilitaires et renforce les conditions de détention des officiers complices de massacres. il fait aussi dissoudre les services de renseignements ; ceux-ci étant liés aux narcotrafiquants et impliqués dans la répression de l'opposition sous la présidence d'Uribe.
Il fait en outre voter des lois de restitution de terres aux populations déplacées et de réparations aux victimes du conflit avec les FARC. Ces lois sont critiquées en raison de l'expulsion de paysans de leurs terres pour les proposer à d'autres communautés.
Álvaro Uribe décide de créer un nouveau parti, le Centre démocratique, avec notamment l’ancien vice-président (et cousin de Juan Manuel Santos) Francisco Santos, et les ex-ministres Oscar Ivan Zuluaga et Fernando Londoño. Il accuse en particulier Santos d'avoir abandonné sa politique de « sécurité démocratique » et de n’avoir rien fait pour protéger ses proches de la justice, notamment Andres Felipe Arias, surnommé Uribito.

##### Négociations avec les FARC et l’ELN
Lors de son arrivée à la tête de la Colombie, le conflit armé avec les FARC a fait près de 260 000 morts et sept millions de déplacés.
Le 7 août 2011, il demande à l’armée de réviser sa stratégie pour combattre les FARC, ces dernières regagnant du terrain et multipliant les attaques soudaines et imprévues, malgré la mort d'un de leurs dirigeants, Jorge Briceño Suárez. Le lendemain, Juan Manuel Santos annonce son intention d'ouvrir un dialogue de paix avec la guérilla communiste uniquement en cas de « circonstances appropriées », parmi lesquelles la libération des otages.
En août 2016, les FARC décrètent un cessez-le-feu définitif dans la foulée d'un accord de paix conclu avec le gouvernement pour mettre fin à 52 ans de conflit armé. Juan Manuel Santos décide de soumettre l'accord de paix conclu entre le gouvernement et les FARC à un référendum. Mais, à la surprise générale, le « non » l'emporte avec 50,2 % des suffrages. La participation à ce scrutin est de seulement 37,4 %, en partie en raison de l'ouragan Matthew.

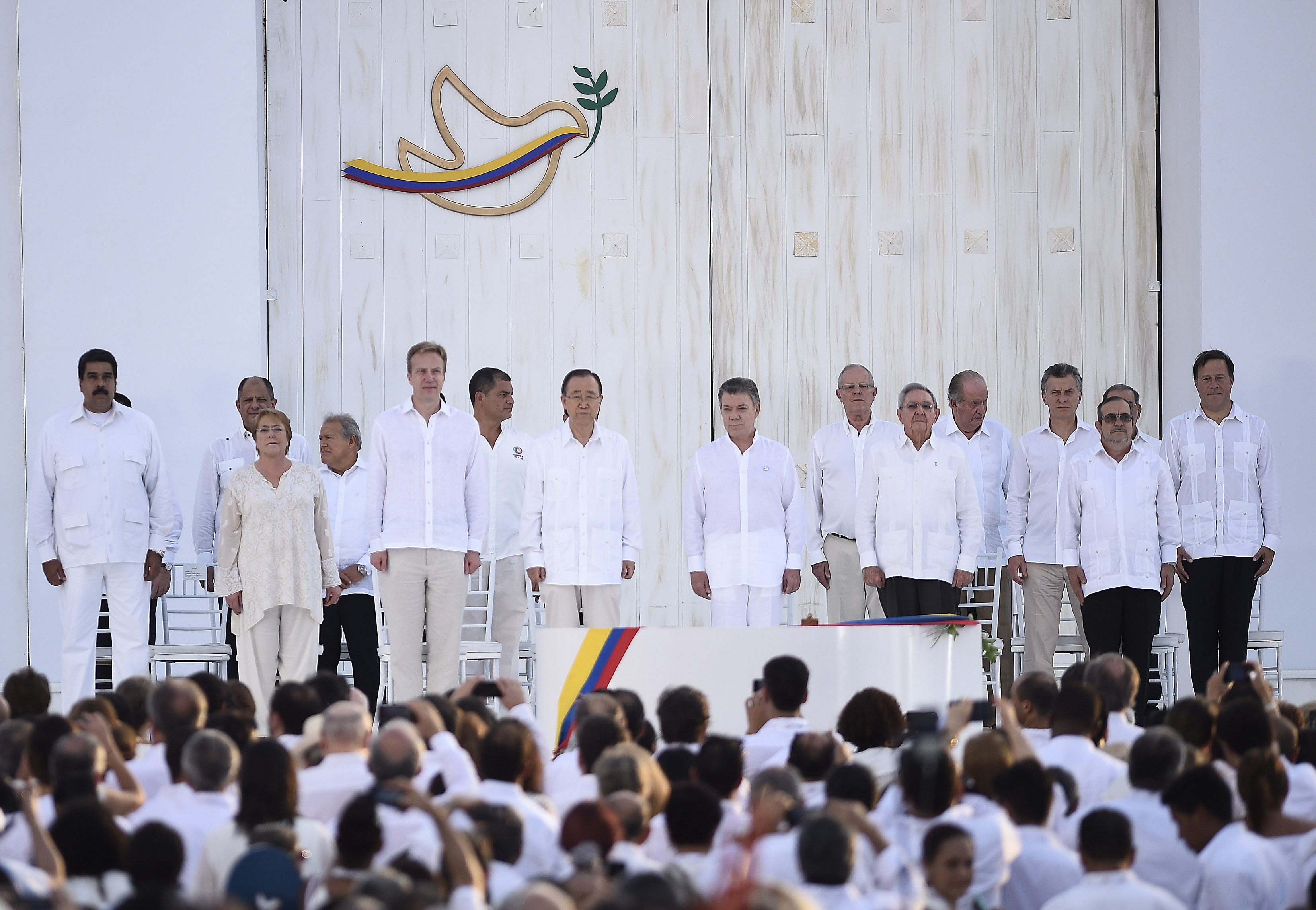
Signature de l'accord de paix entre le gouvernement colombien et les FARC, le 26 septembre 2016 à La Havane.

Malgré ce résultat, Juan Manuel Santos assure son intention de maintenir le cessez-le-feu en vigueur tandis que le chef des FARC, Timoleón Jiménez, appelle au maintien de la paix. Après une nouvelle phase de négociations, le gouvernement et les FARC signent un second accord, qui modifie substantiellement le premier. En 2017, quelque 7 000 combattants des FARC remettent leurs armes à des représentants de l'ONU. Une cérémonie se tient par la suite en présence de Juan Manuel Santos et de Timoleón Jiménez pour récupérer le reste des armes ; l'ONU estime alors que toutes les armes des FARC ont été saisies. Les FARC se transforment ensuite en parti politique, la Force alternative révolutionnaire commune (la FARC).
La conduite et le résultat des négociations sont critiqués. La droite uribiste reproche au gouvernement d’avoir fait trop de concession aux FARC. D’un autre côté, des craintes sont exprimées sur la sécurité des anciens guérilleros et de leurs familles, certains ayant été assassinés par des groupes paramilitaires « d’extrême droite ». Fin 2017, des points de l’accord de paix ne sont pas pleinement appliqués (beaucoup d’anciens FARC restent emprisonnés, la Commission de la vérité et de la juridiction spéciale pour la paix, chargée d’analyser les responsabilités de chaque partie dans le conflit, est partiellement vidée de sa substance par le Sénat, etc.). Le Haut-Commissariat des Nations unies aux droits de l'homme déplore de son côté « l’existence de nombreuses communautés assiégées par les mafias qui se sont abattues sur les territoires abandonnés par les FARC sans que l’État n'intervienne, la situation critique des défenseurs des droits de l’homme, une impunité sélective qui remet en question la présence des victimes au cœur du processus de paix, un Congrès qui a réinterprété à la baisse le contenu des textes signés », et estime que 385 dirigeants sociaux et défenseurs des droits de l’homme ont été assassinés entre le 1er janvier 2016 et le 14 mai 2018.
En plus du traité de paix avec les FARC, Juan Manuel Santos, afin de parvenir à une « paix complète » en Colombie, entame en 2017 des négociations avec la dernière guérilla du pays, l'Armée de libération nationale (ELN), qui compte environ 2 000 combattants. À la fin de sa présidence, il manque de peu de conclure un accord avec cette guérilla. Il impute cet échec aux modalités de vérification de l'ONU.

##### Prix Nobel de la paix
Le 7 octobre 2016, cinq jours après la courte victoire du « non » au référendum sur l’accord avec les FARC, le prix Nobel de la paix lui est attribué pour son action en faveur du règlement du conflit avec les FARC. Il donne les fonds accompagnant son prix (900 000 dollars) aux victimes du conflit armé colombien.

##### Défense nationale

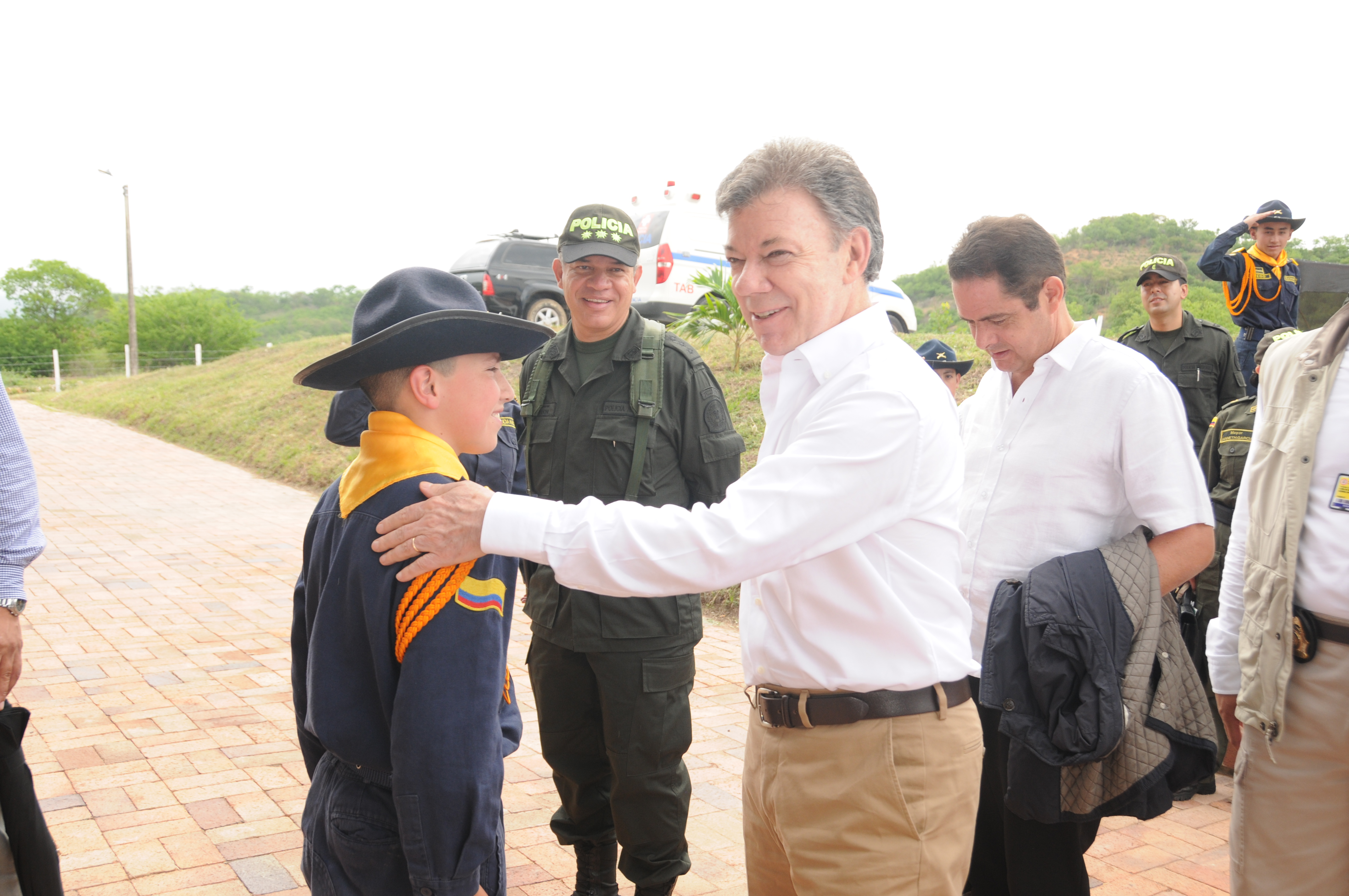
Juan Manuel Santos en 2012.

En novembre 2016, en contradiction avec sa promesse exprimée lors de la campagne présidentielle de 2014 de supprimer le service militaire, il fait étendre la durée de celui-ci de 12 à 18 mois. Le budget militaire est paradoxalement augmenté de 8 % après les accords de paix. En mai 2018, la Colombie devient le seul pays d’Amérique latine à devenir partenaire de l'OTAN.

##### Situation économique
Dans son discours d'investiture de 2010, Juan Manuel Santos affiche son souhait de faire de « la prospérité sociale » la priorité de son gouvernement, alors que 40 % de la population vit sous le seuil de pauvreté. Pour lutter contre la misère et le chômage, il souhaite mettre l'accent sur la création d'emplois.
De façon générale, les indicateurs économiques s’améliorent sous sa présidence. Le taux de chômage diminue à 9 % en 2018 contre 12 % en 2009,,, ce qui reste cependant l'un des plus élevés en Amérique latine. En matière fiscale, il privilégie les impôts nationaux sur les biens et services (le taux standard de la taxe à la consommation est porté de 16 % à 19 %) à ceux sur la fortune et la propriété, supprimant notamment l’impôt sur la richesse,.

##### Institutions
En 2015, quelques mois après sa réélection, il fait adopter une disposition constitutionnelle rétablissant l’interdiction pour le président de la république de Colombie de briguer un second mandat,. Cette possibilité avait été introduite dans la Constitution en 2004 à l’initiative du président Álvaro Uribe,. Il déclare à cette occasion : « La campagne électorale [de 2014] m'a confirmé, sur le plan personnel et politique, que la réélection n'est pas opportune. ».

##### Sujets sociétaux
Dans la lutte historique du pays contre la drogue, Juan Manuel Santos discute la possibilité de légaliser des drogues douces comme la marijuana, qui pourrait, selon lui, être un moyen d'endiguer la violence. Il prend également la décision contestée de cesser l'utilisation du glyphosate en épandage sur les cultures illégales de coca. L'utilisation de ce composé ne donnait que des résultats mitigés dans la lutte contre la production de cocaïne, mais le caractère cancérigène des préparations comme le Roundup contenant du glyphosate, révélée par un rapport du CIRC, a mené à l'application du principe de précaution. Depuis l'application de ce moratoire, la production de coca a de nouveau augmenté en Colombie.

#### Relations internationales
Sa présidence est marquée par une diplomatie régionale active, marquée par la réconciliation de la Colombie avec ses voisins vénézuélien et équatorien.
Aux côtés du Mexique, du Pérou et du Chili, la Colombie a participé au lancement en 2012 de l'Alliance du Pacifique. Ses membres entendent ainsi accroitre le commerce transpacifique et donner naissance à une zone de libre-échange en Amérique latine.

##### Venezuela

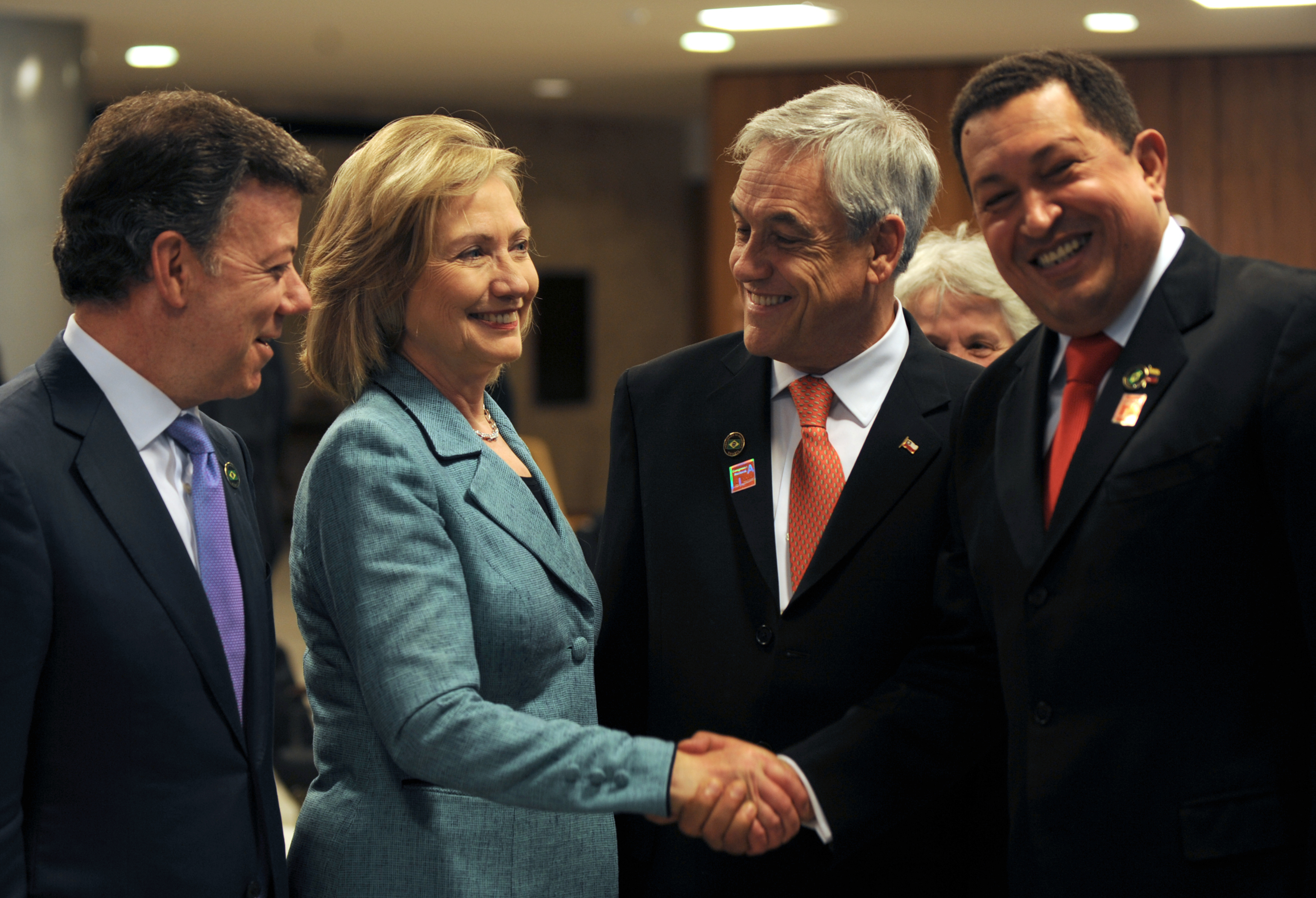
Rencontre entre Juan Manuel Santos, Hillary Clinton, Sebastián Piñera et Hugo Chávez, en 2011.

Lors de la campagne présidentielle de 2010, le président vénézuelien, Hugo Chávez, et son homologue équatorien, Rafael Correa, prennent position contre Juan Manuel Santos, jugeant que ce dernier représente « un danger pour la paix » et « pour la région »,. Juan Manuel Santos et son principal adversaire, Antanas Mockus, estiment alors que les deux dirigeants de gauche outrepassent leur rôle en intervenant de la sorte dans la campagne colombienne.
Quelques jours avant l’investiture à la présidence de la République de Juan Manuel Santos, une importante crise diplomatique survient entre la Colombie et le Venezuela. Hugo Chávez rompt, le 22 juillet 2010, toutes relations avec la Colombie à la suite de la présentation par l'ambassadeur colombien auprès de l'Organisation des États américains de documents visant à prouver la présence de 1 500 membres des FARC au Venezuela. Accusant le président Álvaro Uribe, qui avait auparavant fait bombarder l’Équateur, de préparer une attaque aérienne contre son pays avant la fin de son second mandat, Hugo Chávez déploie des forces armées le long de leur frontière commune, le 31 juillet. Cet événement complique le souhait de Juan Manuel Santos, exprimé durant la campagne présidentielle, de « normaliser » les relations entre les deux pays limitrophes.
Contrairement au souhait de Juan Manuel Santos, Hugo Chávez n’est pas présent à son investiture, se faisant représenter par son ministre des Affaires étrangères, Nicolás Maduro. Mais dès son entrée en fonction, le président Santos propose de rétablir les relations diplomatiques avec le Venezuela. Cette proposition est accueillie favorablement par Hugo Chávez, qui annonce son intention de le rencontrer. Le 10 août 2010, avec la médiation de Luiz Inácio Lula da Silva, une rencontre est organisée entre les deux chefs d'État dans la ville de Santa Marta. À l'issue de cet entretien, la décision de renouer les relations diplomatiques et commerciales, nécessaires à l'économie des deux pays, est annoncée. Juan Manuel Santos, après avoir serré la main de Chávez devant le portrait de Simón Bolívar, précise que le Venezuela remboursera ses dettes aux exportateurs colombiens, estimées à environ 800 millions de dollars. Mais des tensions demeurent, notamment sur la gestion des passages à la frontière. Les autorités colombiennes accusent Caracas de permettre aux guérillas de se constituer une base arrière logistique au Venezuela, et les autorités vénézuéliennes accusent Bogotá de laisser les cartels développer une forte contrebande à la frontière.
L'arrivée au pouvoir de Nicolás Maduro et la crise politique et humanitaire que connaît ensuite le Venezuela dégradent significativement les relations entre les deux pays. En août 2017, la Colombie prend la tête du groupe de Lima, une alliance regroupant quatorze gouvernements latino-américains soutenant les exigences de l'opposition vénézuélienne. Le 4 août 2018, trois jours avant la fin du second mandat de Juan Manuel Santos, le président Nicolás Maduro se dit victime d’une tentative d'assassinat au moyen de deux drones chargés d'explosifs, que revendique depuis Bogotá un chef d'un parti d'opposition vénézuélien. Maduro attribue cette attaque à « l'ultra-droite vénézuélienne alliée avec l'ultra-droite colombienne de Juan Manuel Santos », ainsi qu'à des militants agissant depuis les États-Unis. Juan Manuel Santos dément ces accusations et affirme qu'« il n'y a plus de démocratie au Venezuela »,. D'après le spécialiste de l'Amérique latine Christophe Ventura, Maduro « accuse Santos d'être l'auteur intellectuel de l'attentat, parce qu'il légitime symboliquement toute forme d'acte contre lui ».

##### États-Unis
En 2017, les États-Unis menacent de « décertifier » la Colombie en raison de « l’extraordinaire augmentation des cultures de coca et de production de la cocaïne ces trois dernières années ».

##### Traité américain de règlement pacifique
À la suite d'un jugement défavorable de la Cour internationale de justice sur un différend concernant la frontière maritime avec le Nicaragua, la Colombie dénonce le 28 novembre 2012 le traité américain de règlement pacifique. La dénonciation de celui-ci ne peut entrer en vigueur avant un an,.

##### Palestine
En août 2018, juste avant la fin de sa présidence, Juan Manuel Santos, pourtant allié et soutien d’Israël, annonce dans une lettre adressée au ministre palestinien des Affaires étrangères, Riyad Al-Maliki, qu’il reconnaît la Palestine comme un État indépendant,. La Colombie était jusqu’alors un des trois derniers États d’Amérique du Sud à ne pas avoir pris cette décision.

#### Réélection en 2014

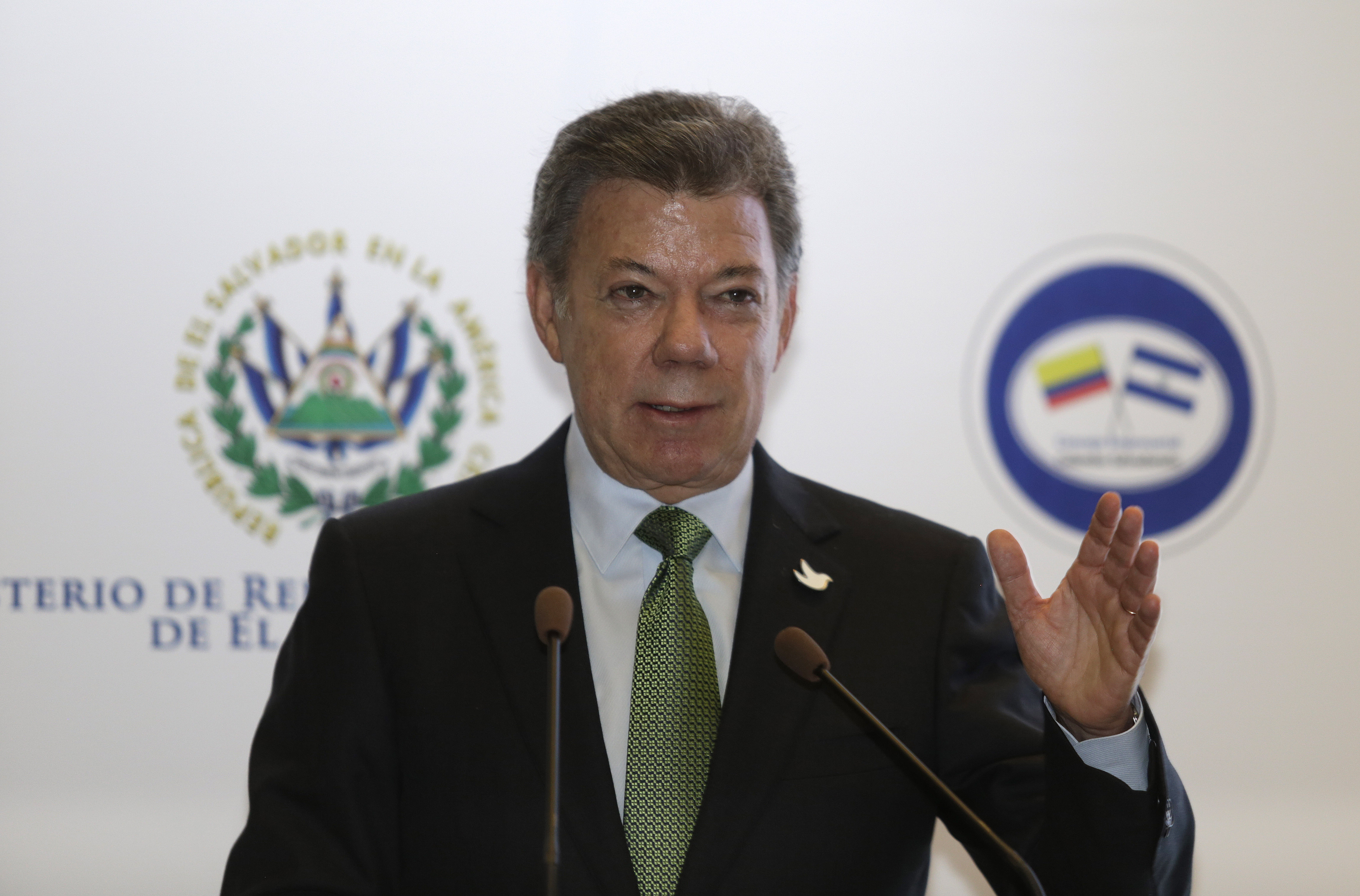
Juan Manuel Santos en 2014.

Juan Manuel Santos est réélu au second tour de l'élection présidentielle de 2014 avec 51 % contre 45 % pour l’uribiste Óscar Iván Zuluaga.
En 2017, dans le cadre du scandale de corruption d'Odebrecht (entreprise brésilienne ayant durant plus d'une décennie proposé des pots-de-vin à de nombreuses personnalités politiques latino-américaines), le député Otto Bula – proche de l’entourage d'Álvaro Uribe – affirme dans un premier temps que la campagne de Juan Manuel Santos a reçu un million de dollars du groupe brésilien. Il se rétracte peu après. Le président de la branche colombienne d'Odebrecht, Eleuberto Martorell, affirme de son côté avoir injecté des fonds dans les campagnes de 2010 et 2014 de Juan Manuel Santos. Plusieurs personnalités membres du parti présidentiel pourraient avoir bénéficié des versements d'Odebrecht.

#### Fin de sa présidence
En 2016, deux ans après sa réélection, entre 20 % et 30 % des Colombiens sondés se déclarent satisfaits de la gestion de Juan Manuel Santos,. À la fin de sa présidence, souffrant notamment de sa politique de négociation avec les FARC, il affiche une impopularité avoisinant les 80 %.
En novembre 2017, dans le cadre des Paradise Papers, Juan Manuel Santos est mentionné comme ancien directeur de deux sociétés offshore enregistrées à la Barbade.
Dans ce contexte, l’élection présidentielle de 2018 voit la victoire d’Iván Duque, candidat de droite soutenu par Álvaro Uribe qui prône une politique de fermeté vis-à-vis des ex-FARC sans pour autant vouloir remettre en cause l’ensemble de l’accord conclu sous la présidence Santos. Iván Duque succède à Juan Manuel Santos le 7 août 2018.

## Distinctions et récompenses
- Prix Nobel de la paix (2016)[83]
- Médaille internationale de Kew Gardens (2017)[84],[85],[86].

## Publications
- Colombia sin fronteras : para un nuevo futuro, Ministerio de Comercio Exterior, 1994, 389 p.
- La tercera vía : una alternativa para Colombia, suivi de La tercera vía : nuevas políticas para el nuevo siglo de Tony Blair (trad. Rosa Cifuentes et Pablo Ripollés), Aguilar, 1999, 132 p.
- Jaque al terror : los años horribles de las FARC (préface de Carlos Fuentes), Planeta, 2009, 347 p.